# Międzynarodowy Festiwal Filmowy w Berlinie
Międzynarodowy Festiwal Filmowy w Berlinie (nazywany też Berlinale) – jeden z najbardziej prestiżowych międzynarodowych festiwali filmowych w Europie i na świecie. Odbywa się corocznie w lutym.
Pierwszy festiwal odbył się w 1951. Jury festiwalu zawsze kładło specjalny nacisk, aby były tam przedstawiane filmy z całego świata.
Nagrody przyznaje się w następujących kategoriach:
- Złoty Niedźwiedź dla najlepszego filmu
- Złoty Niedźwiedź dla najlepszego filmu krótkometrażowego
- Honorowy Złoty Niedźwiedź
- Srebrny Niedźwiedź – Nagroda Grand Prix Jury
- Srebrny Niedźwiedź dla najlepszego reżysera
- Srebrny Niedźwiedź dla najlepszej aktorki
- Srebrny Niedźwiedź dla najlepszego aktora
- Srebrny Niedźwiedź za najlepszy scenariusz
- Srebrny Niedźwiedź za najlepszą muzykę
- Srebrny Niedźwiedź za wybitne osiągnięcie artystyczne w kategoriach:
  - zdjęcia
  - montaż
  - muzyka
  - kostium
  - scenografia
- Nagroda im. Alfreda Bauera (ku pamięci założyciela festiwalu) dla filmu pełnometrażowego za innowacyjność
- Panorama Publikumspreis – nagroda publiczności
- Nagroda Teddy dla filmów o tematyce LGBT

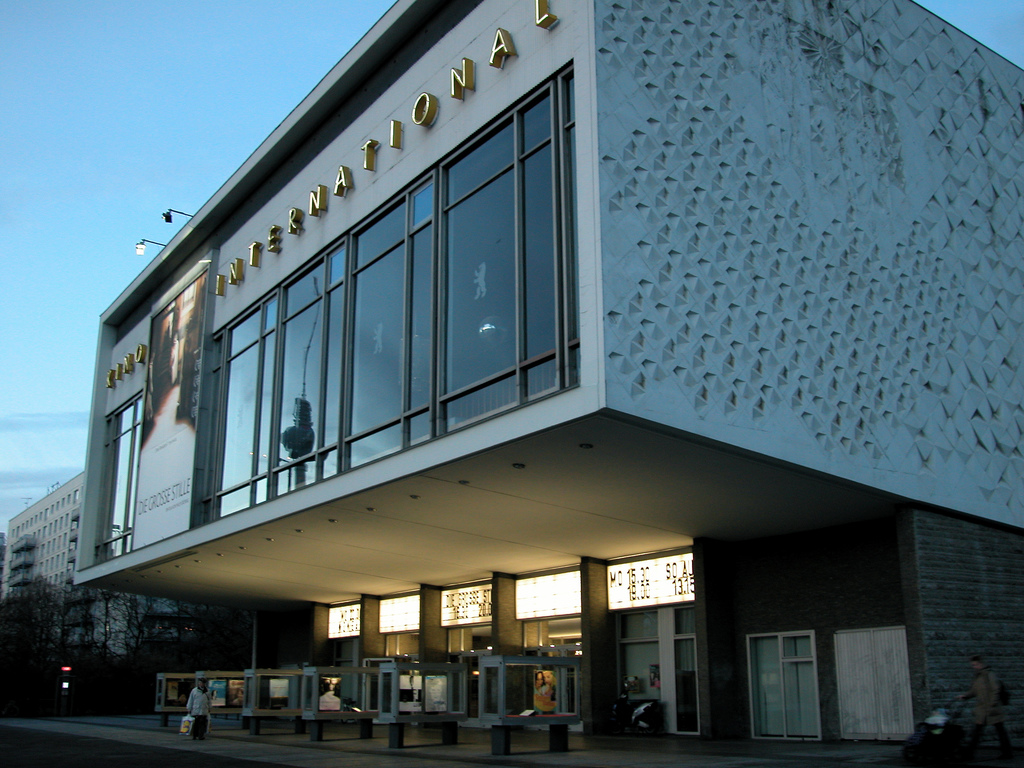
Kino International
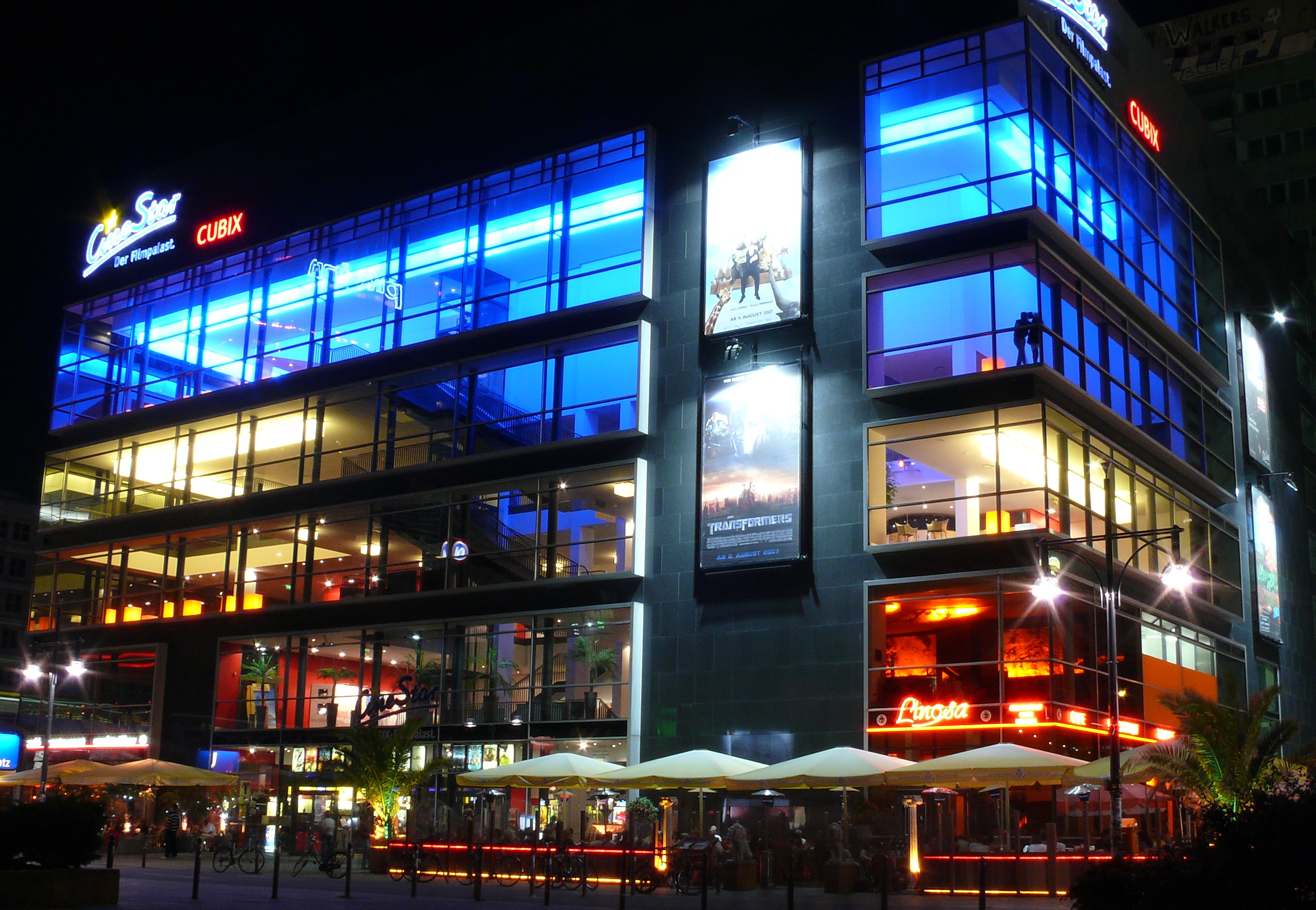
Cubix Kino
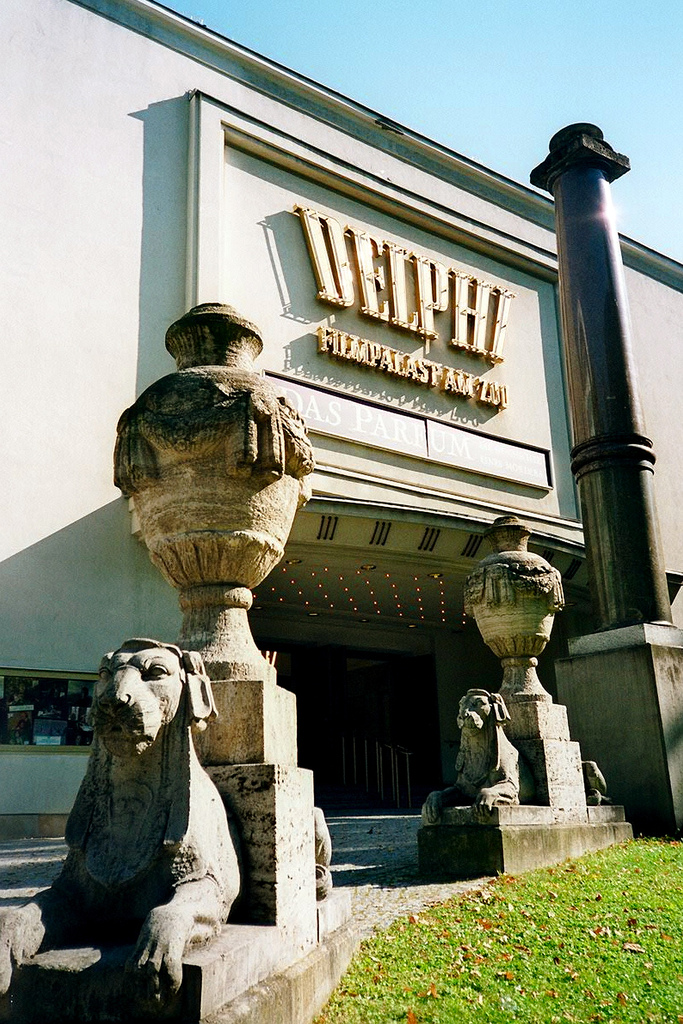
Delphi Filmpalast
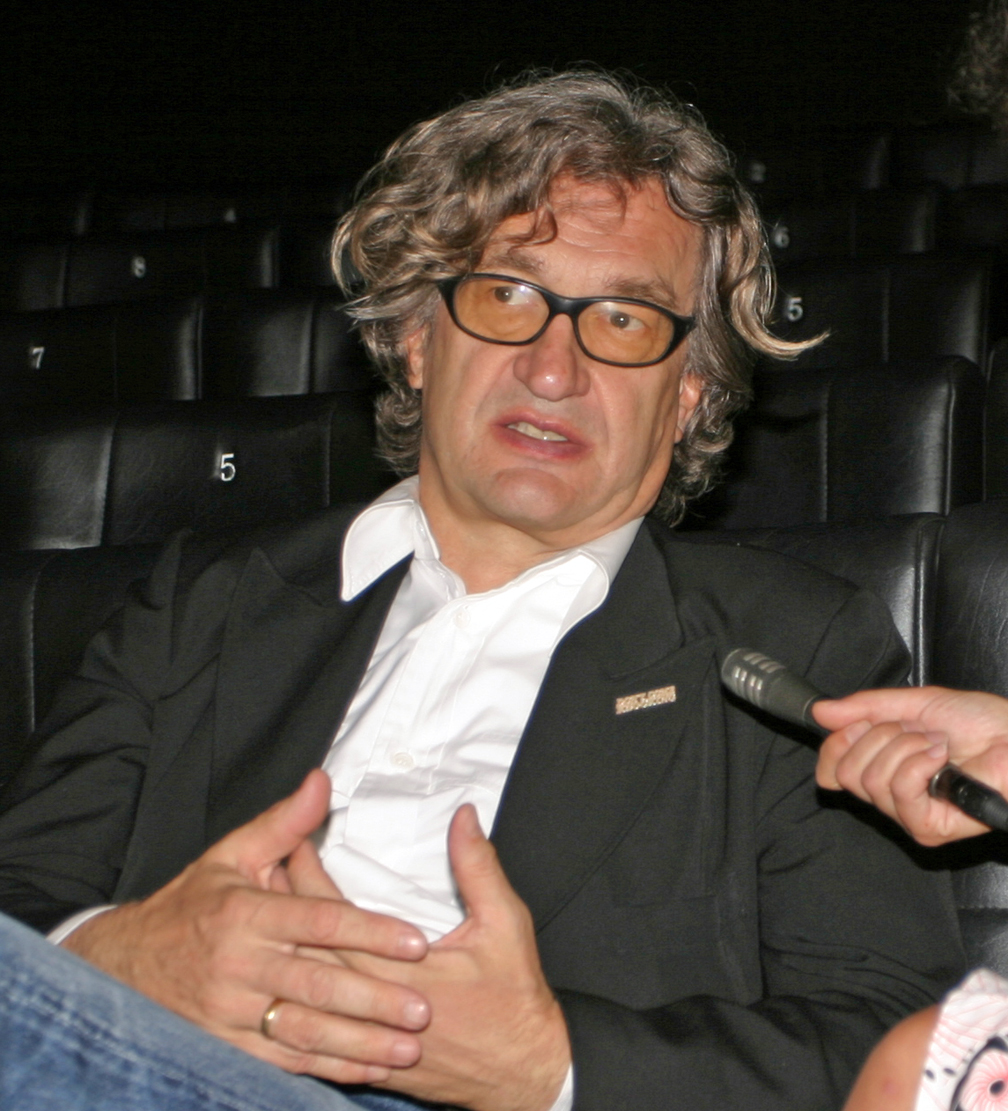
Wim Wenders
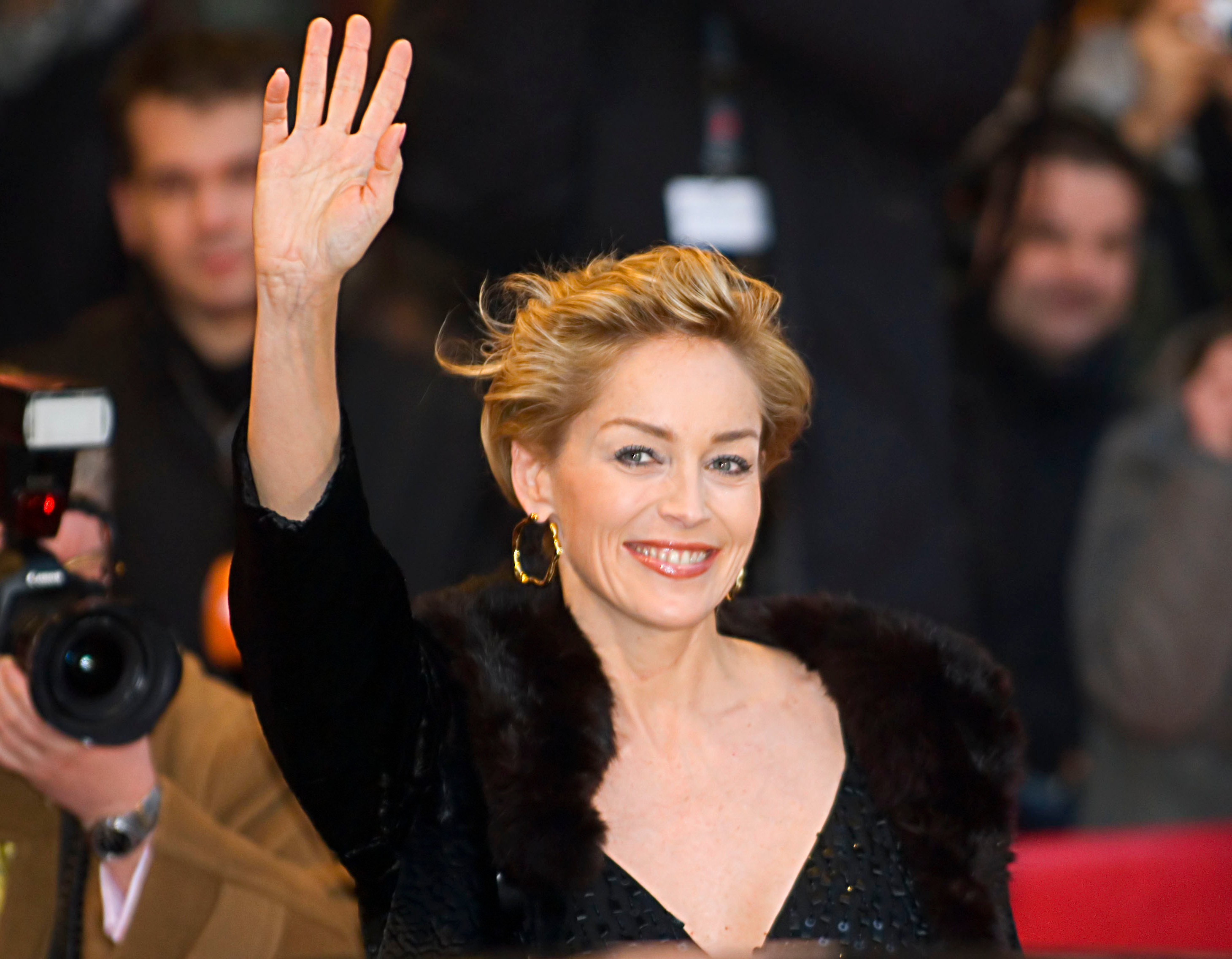
Sharon Stone
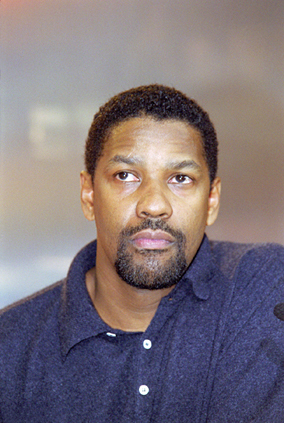
Denzel Washington